# SIGALRM
在POSIX兼容的平台上，SIGALRM是在定时器终止时发送给进程的信号。它们的符号常量在头文件signal.h中定义。在不同的平台上，信号的编号可能发生变化，因此需要使用符号名称。

## 语源
SIG是信号名的通用前缀。ALRM是alarm的缩写，即定时器。

## 使用
计算机程序通常使用SIGALRM作为长时间操作的超时信号，或提供一种隔一定时间间隔处理某些操作的方式。
SIGALRM通常在调用alarm(3)系统调用的整数秒之后产生。有时它被作为sleep(3)的实现；因此，不能保证可以用alarm(3)在sleep(3)调用进行中唤醒程序（页面存档备份，存于）。